# Aragonés del valle de Vió

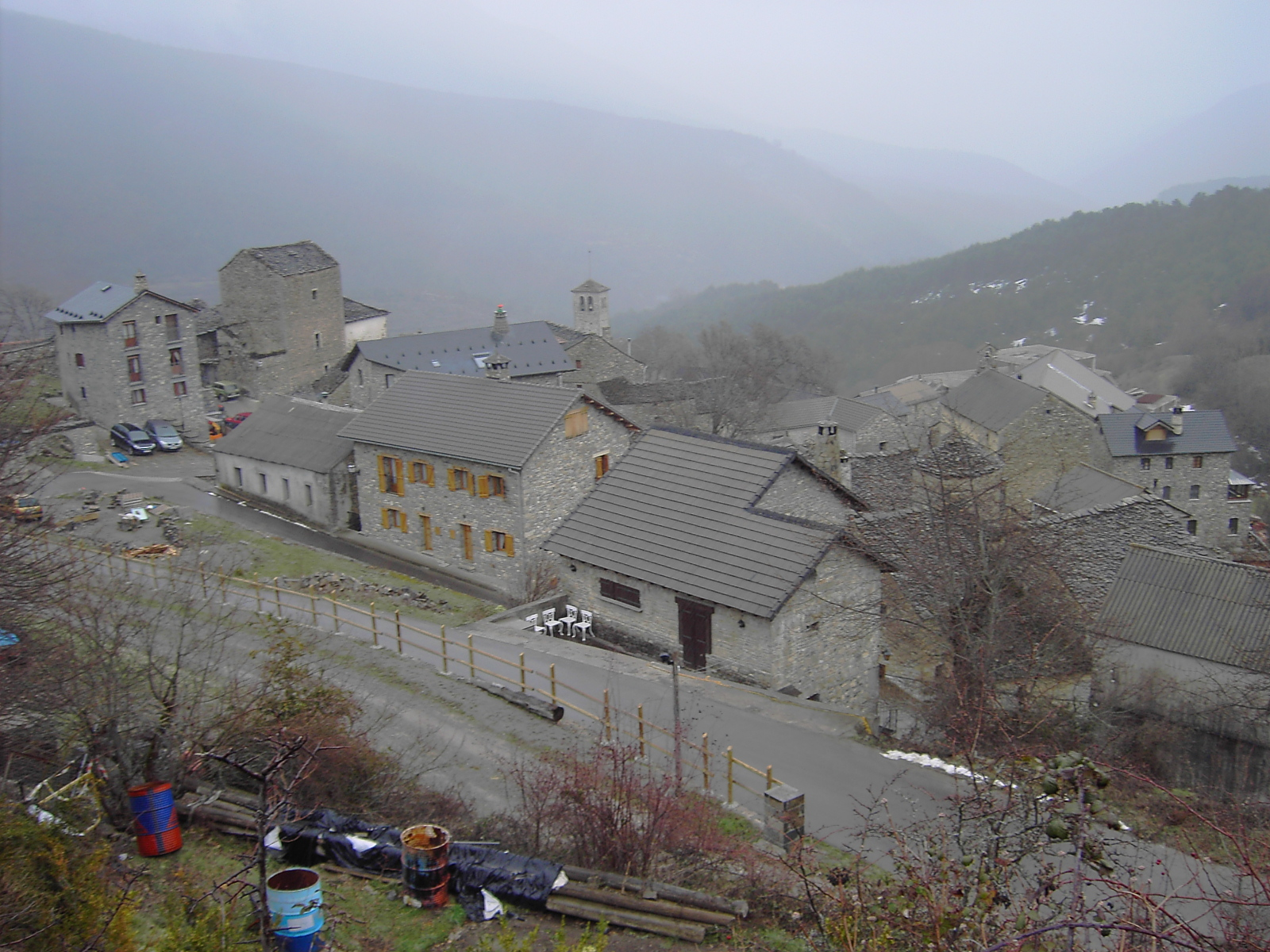
Fanlo, cabecera del valle homónimo y del municipio que comprende los núcleos donde se habla este dialecto.

El aragonés del valle de Vió o de Vallivió es la variedad dialectal del aragonés, dentro del bloque central, hablada en los valles de Vió y de Fanlo, en el Sobrarbe (Huesca, España). Esta zona engloba las localidades de Fanlo, Vió, Buerba, Buisán, Morillo de Sampietro, Nerín, Sercué, Gallisué, Ceresuela y Yeba. Se enmarca dentro del bloque dialectal central del aragonés, y se trata una de las primeras variedades aragonesas en ser descritas, ya en el año 1899 por el filólogo francés Jean-Joseph Saroïhandy. Posteriormente, en el primer tercio del siglo XX, los filólogos alemanes Fritz Krüger, Alwin Kuhn y Rudolf Wilmes estudiaron el dialecto aragonés del valle, y más recientemente autores como Chabier Tomás, Chusé Raúl Usón y Artur Quintana i Font, quienes han recopilado y organizado nuevas manifestaciones que demuestran el estado de degradación en que se ha sumido el habla local de estos valles con el paso de los últimos cien años.
Fanlo figura en el ALEANR con la sigla Hu 203.

## Características

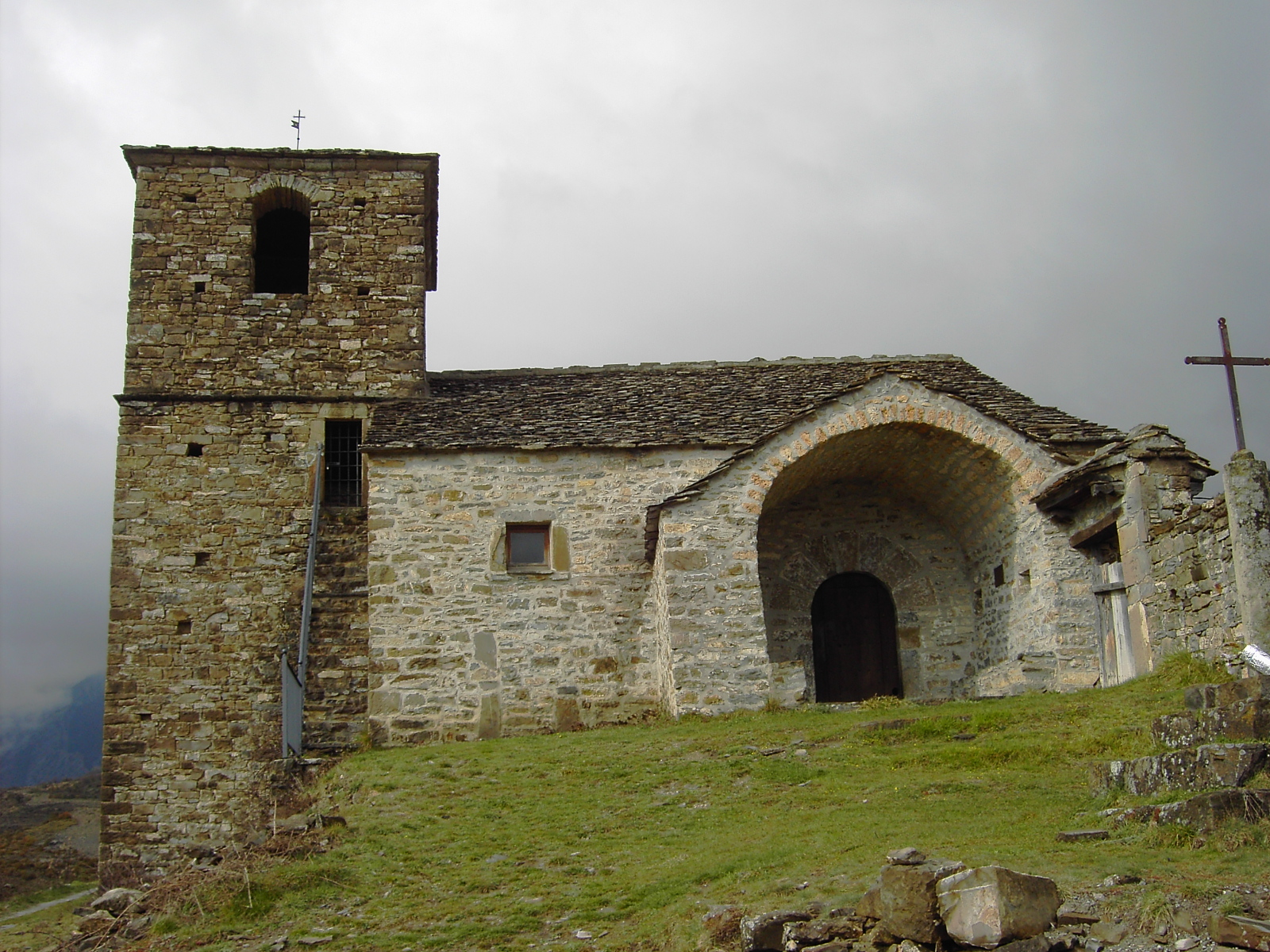
Lo pequeño y aislado de las localidades de estos valles permitió que Saroïhandy encontrase la faula (nombre con que se conoce localmente la lengua aragonesa) muy viva. En la imagen, la iglesia de Vió, cabecera del valle de Vió.

El aragonés del valle de Vió no es muy diferente de cuantas hablas de tipo centro-oriental hay en el Sobrarbe, y manifiesta algunas características que también son definitorias de dialectos bien descritos como el bergotés o el viellosobrarbés, o de otros como el aragonés del cercano valle de Tella o del vecino valle de Puértolas, estando especialmente emparentado con este último:
- Sistema de artículos definidos o, a, os, as, con presentación esporádica del masculino plural con la forma gascónica es, aunque de manera menos frecuente que en el vecino valle de Puértolas, donde es dominante. Todas las formas se han podido escuchar con r- (ro, ra, ros, ras) cuando se encuentran detrás de una palabra que termina en vocal, como es habitual en los dialectos aragoneses desde Puértolas hasta Abizanda, pero que en este caso se presenta también cuando va detrás de una preposición, esté está presente o elidida:
  - En brincó d'allá ta ro canto 'ra caseta. (cast.: Saltó de allí hacia el lado de la caseta).
  - l'Asa 'ro capazo. (cast.: El asa de la cesta).

- Concordancia de género y número de los participios con el sujeto de la oración, rasgo común con el occitano, y también con el catalán antiguo. Antes muy común en todo el Sobrarbe, pero ahora casi una reliquia:
  - No as he bistas (cast.: No las he visto)
  - As bacas, ta ro prato que as son portiadas (cast.: Las vacas, al prado se las han llevado)

- Desaparición casi total de los demostrativos sobrarbeses que documentó Saroïhandy. Si antes se decía aquels zagals en ambos valles, ahora se dice aquellos zagals, con la excepción del núcleo de Nerín, donde se conserva la forma antigua. Lo mismo ha pasado con el pronombre personal els que documentó el filólogo francés y que hoy se encuentra suplantado totalmente por el castellanismo ellos, junto con otras castellanizaciones destacables (Fig. 1). Desaparecieron también las formas nusaltros y busaltros entre los primeros estudios de Saroïhandy y cuando regresó en torno a 30 años después, pues ya eran entonces nusatros y busatros. En la actualidad, Tomás y Usón han encontrado solo las formas ya híbridas con el castellano nusotros y busotros. Sin embargo, altro y altros son, según ellos, todavía ocasionales hoy día.

- Desaparición de la preposición dica (cuyo significado es hasta, referido a tiempo), que Saroïhandy había documentado en todo el Sobrarbe, desde Aínsa hacia arriba. Otras preposiciones que ya no se encuentran son per y sus derivaciones: perque, etc. Que ahora se dicen por, porque, por la presión del castellano.

- Sustitución sistemática del comparativo més y de sus composiciones (demés, només), que eran muy habituales en los tiempos de Saroïhandy en todo Sobrarbe, por las formas castellanizadas: más, demás, etc.
  - Posa-me-ne una miqueta més, mozet. (cast.: Ponme un poquito más, muchacho)

- Uso de la locución á menut (en lugar de á sobent, que es la habitual en la cuenca del Cinca), que en el cambio de los siglos XIX al XX era también común con los valles de Broto y Bielsa. La forma á ormino, cuya penetración en Sobrarbe Saroïhandy solo la encontró en la ribera de Fiscal y el valle de Broto, no se ha documentado nunca.

- Uso de una forma de numerales indefinidos, antes general en todo el Sobrarbe, que se construye con el indefinido bel junto con el artículo indeterminado un(o) u otro numeral:
  - Bel uno sí que'n abrá (cast.: Alguno sí que habrá)
  - Bels cuatre días dempués ya yeva muerto (cast.: Unos cuatro día después ya estaba muerto)

- Negación de cuantitativos con la partícula garra, que hace tanto de pronombre como numeral o cuantitativo, contable o incontable de la misma manera:
  - No te doy garra peseta (cast.: No te doy ni una peseta)
  - No te yeba fendo garra caso (cast.: (Él/ella) no te estaba haciendo ningún caso)
  - No hi eba garra (cast.: No había ninguno/a)

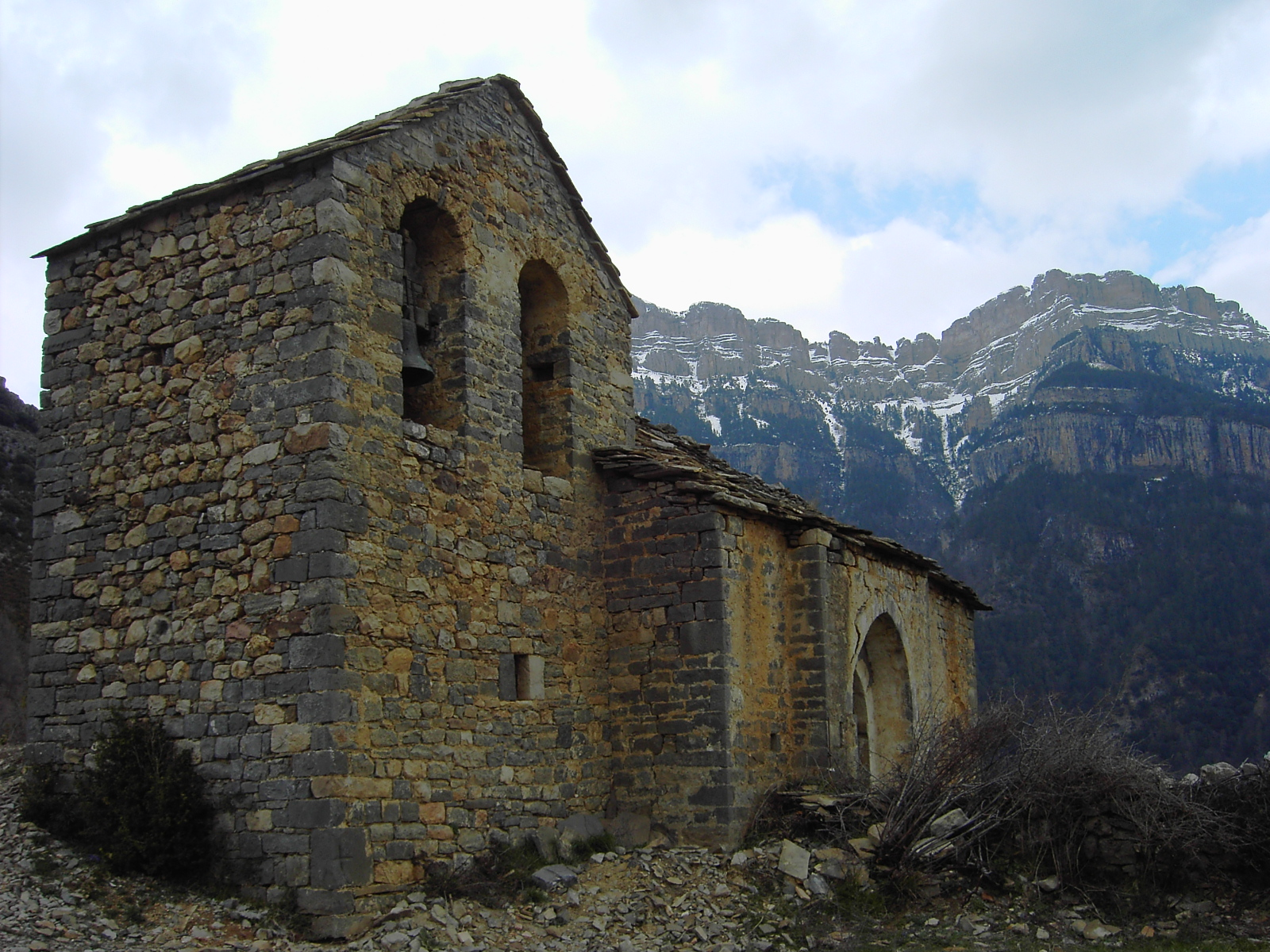
La iglesia del despoblado de Sercué, bien pequeña como una habitación de un piso de la capital, con las Sestrales de fondo.

- Importante retroceso del adverbio de cantidad guaire, que prácticamente no se escucha, pero que en los años 1899-1900 era general en todo el Sobrarbe, y no solo para negar sino también en oraciones interrogativas:
  - No n'i eba guaires. (cast.: No había muchos)
  - ¿Fa guaire tiampo d'esto?. (cast.: ¿Hace mucho tiempo de eso?)

- Conservación del cuantitativo prou, que se mantiene en toda la comarca trascendiendo incluso al castellano de sustrato aragonés:
  - Ya en hay prou (cast.: Ya hay suficiente)
  - Yá prou gran (cast.: Es bastante grande)

- Uso de los adverbios antes y enantes con empleos sutilmente distintos: antes (por lo general, precedido de la preposición de) en las frases con valor relativo, mientras que enantes lleva el valor absoluto:
  - O puant o rematón d'antes que no ra carretera. (cast.: El puente lo terminaron antes que la carretera)
  - Enantes no caleban tantos diners ta bibir. (cast.: Antes no hacía falta tanto dinero para vivir)

- Empleo de la doble negación, general en todo el aragonés, también de la partícula no en frases de comparativo, y el adverbio nunca con sentido absoluto y también como alguna vez: 
  - Ni un palmo (de) tierra no teneba (cast.: No tenía ni un palmo de tierra)
  - Os chobens han tenito más educazión que no nusatros (cast.: Los jóvenes han tenido más educación que nosotros)
  - Si nunca cadises ta l'augua (cast.: Si alguna vez te cayeras al agua)

## Particularidades verbales

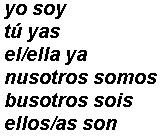
Fig. 2. El presente de indicativo del verbo "ser", con su forma actual (Norma ortográfica de 1987).

- Como en todo el Sobrarbe, con la excepción del valle de Gistaín, hay pérdida moderna de la desinencia en -z de la 2ª persona de plural del presente de indicativo, general en aragonés, en favor de una desinencia castellanizante en -is (Fig. 2): mirais, tornais, etc. Las formas 2ª y 3ª del singular en el verbo ser son con la metavocal abierta altosobrarbesa.

- Idéntica tendencia que el belsetano, el chistabino, y las hablas de Puértolas y Tella a hacer las primeras personas del pretérito imperfecto de indicativo con desinencia particular en -e: yo febe, yo baixabe, yo m'atabalabe, yo dormibe (significado: yo hacía, yo bajaba, yo me agobiaba, yo dormía). En Puértolas es posible escuchar, de manera muy localizada, las formas con metatésis vocálica (o asimilación de otras formas personales) en la desinencia de los verbos de la primera conjugación, aunque no es muy significativo: yo camineba, yo carrañeba (significado: yo caminaba, yo reñía), las cuales también conviven junto a las anteriores.

- Pretérito indefinido de tipo sintético, como todos los dialectos centrales del aragonés y contrapuesto al perifrástico del aragonés oriental (ribagorzano), pero con formas distendidas hace cien años donde hoy solo se encuentran formas tónicas (esto es, formas que han perdido una de sus sílabas átonas por contracción en favor de su sílaba tónica):
  - Yo tenié
  - Tú teniés
  - Él / ela tenió
  - Nusaltros teniemos
  - Busaltros tenesteis
  - Els / elas tenioron (Saroïhandy), pero Ellos/ellas tenión en la actualidad.

- El condicional se hace concorde con las variedades dialectales alto-sobrarbesas de Tella y Puértolas, y también con las formas de Las Valles (valle de Gistaín y Bielsa). Formas paradigmáticas con pérdida de la desinencia -a en la primera persona de singular, de una sílaba medial en la 2ª de plural, y la conocida conversión de la -z a -is de la 3ª de plural:
  - Yo farí
  - Tú farías
  - Él / ela faría
  - Nusaltros farinos
  - Busaltros fariz (o farís)
  - Els / elas farían

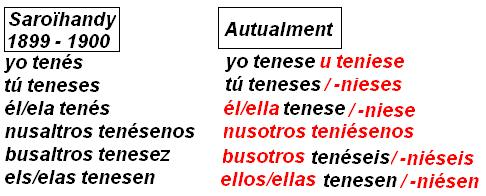
Fig. 3. Formas del pretérito imperfecto de subjuntivo que documentó Saroïhandy, con las formas que conviven hoy en día. Castellanizaciones más evidentes en rojo. (Norma ortográfica de 1987).

- Los tiempos de subjuntivo, que Saroïhandy documentó que perdían la desinencia -e que en cambio está presente en otros dialectos, con idénticas formas que en Las Valles y Tella-Puértolas, con los años ha sufrido los envites del castellano adquiriéndola del mismo modo que formas hiáticas extrañas al aragonés, que no se habían producido nunca, en algunas formas que coexisten en la actualidad. Así pues, se ha pasado de yo tenés (yo tuviese) como única forma a una coexistencia de las formas yo tenese y yo teniese (obsérvese el paralelismo con su equivalente castellana) en el habla oral.

- Los infinitivos se documentaron con una insólita conservación de la desinencia completa latina -re: nebare, chelare, tenere (significados: nevar, helar, tener). Este fenómeno, que hoy se considera propio únicamente aragonés chistabino, fue documentado entre el valle de Broto y el puerto de Chía, en toda la extensión de Sobrarbe.

- Los tiempos compuestos de los verbos intransitivos de movimiento y reflexivos se conjugan con el verbo ser como auxiliar:
  - Soy tornato de ro cambo (cast.: He vuelto del campo)
  - O zagal ya en yá marchato (cast.: El chaval ya se ha ido)

Con la excepción expresa de las perífrasis de obligación:
- - Mos n'hemos d'ir ta treballar (cast.: Tenemos que irnos a trabajar)

## Complementos verbales

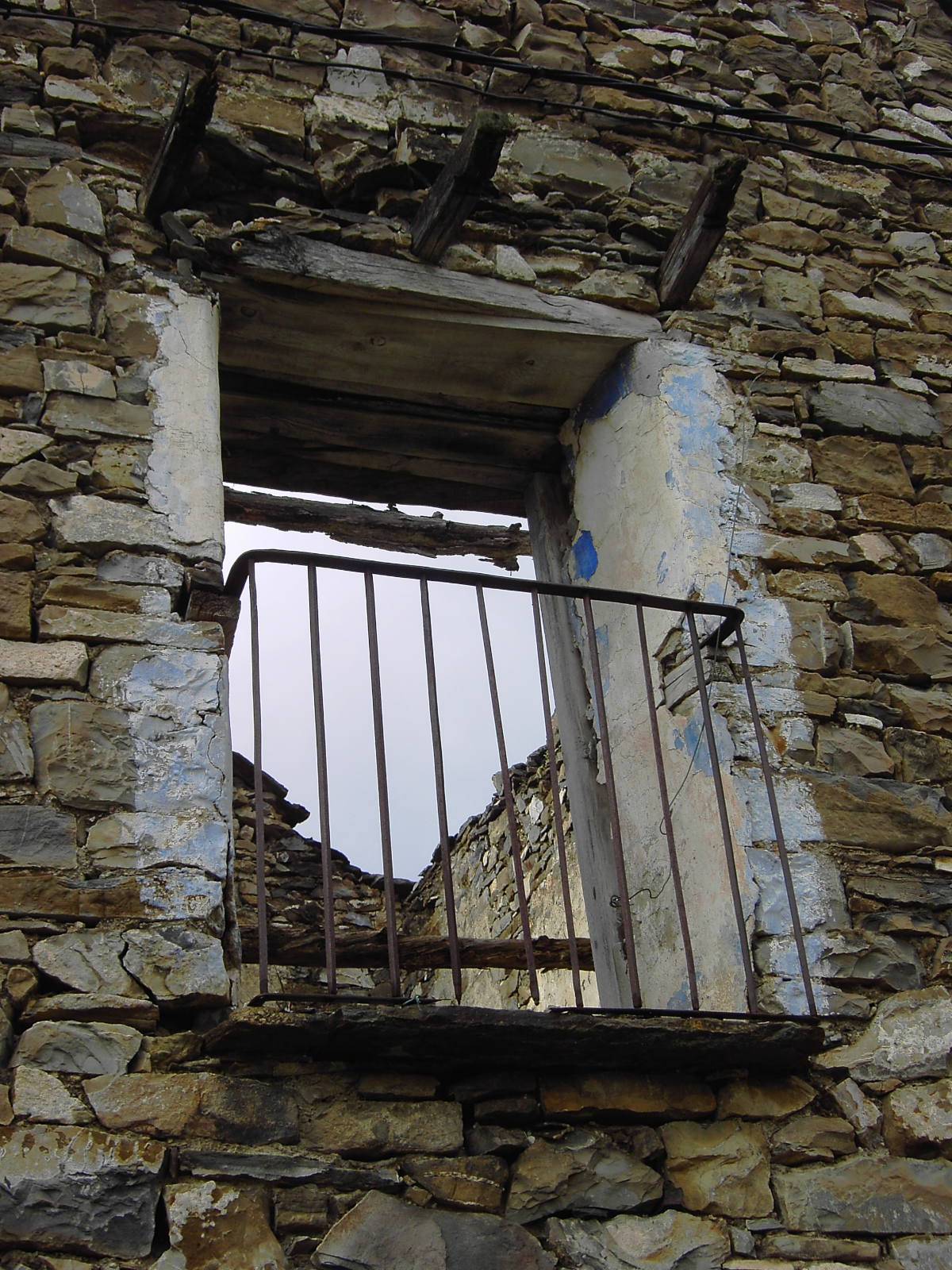
El balcón de una casa abandonada, en Vió.

- Formas pronominales del complemento directo determinado siempre sin consonante cuando van por delante del verbo, cosa que es bastante particular en Sobrarbe: o, a, os, as, que rompe absolutamente con las formas masculinas singular y plural de Puértolas: el, e(l)s:
  - Os fan bián bonicos. (cast.: Los hacen muy bonitos)
  - No as te quiero dar. (cast.: No te las quiero dar)
- Las mismas formas pronominales, cuando se encuentran detrás del verbo, montan la secuencia clásica del aragonés: OD+OI+RVb, que comparten los dialectos más occidentales, como el cheso:
  - Méte-lo-te enna capeza (cast.: Métetelo en la cabeza)

- Ese orden clásico aragonés de los pronombres era muy representativo antes. Ahora es desconocido para los más jóvenes, aunque lo reconocen las generaciones adultas, se hace muy presente la castellanización en el cambio del orden pronominal:
  - Ya o me dizioron (Saroïhandy, 1899)
Ya me lo dizión (actualidad). (cast.:Ya me lo dijeron)

### INDE
Los derivados del pronombre latino INDE son iguales que en todos los dialectos de la lengua aragonesa (en/ne), con un uso característicamente pronominal como complemento directo indeterminado:
- - -Di-le-ne (cast.: Díselo)
-Ya le'n diré (cast.: Ya se lo diré).
  - Le'n has posato mal. (cast.: Se lo has puesto mal)

Este carácter es compartido por el catalán, el occitano y el francés, y secundariamente es también una de las características más arraigadas en el dialecto baturro (el dialecto del castellano regional de Aragón) por el fuerte sustrato aragonés que éste tiene.
- Empleo como complemento locativo en los verbos de movimiento, exclusivamente a modo de pronominalización del lugar de partida de dicho movimiento:
  - Se'n ba ra memoria. (cast: Se pierde la memoria)
  - Bién-te-ne ta ra casa. (cast.: Vente para la casa)

- Uso como partícula introductoria de la oración de partitivo, donde también se tiene que articular la preposición "de" como introductoria del elemento contable:
  - ¡En fayó tanto de mal! (cast.: ¡Hizo tanto daño!).
  - En tianen muchisma de pasión (cast.: Tienen muchísima pasión).

- Como pronominalización de los complementos preposicionales:
  - No n'he bisto como aquello ni en beré (cast.: No he visto nada como aquello, ni lo veré).

### IBI

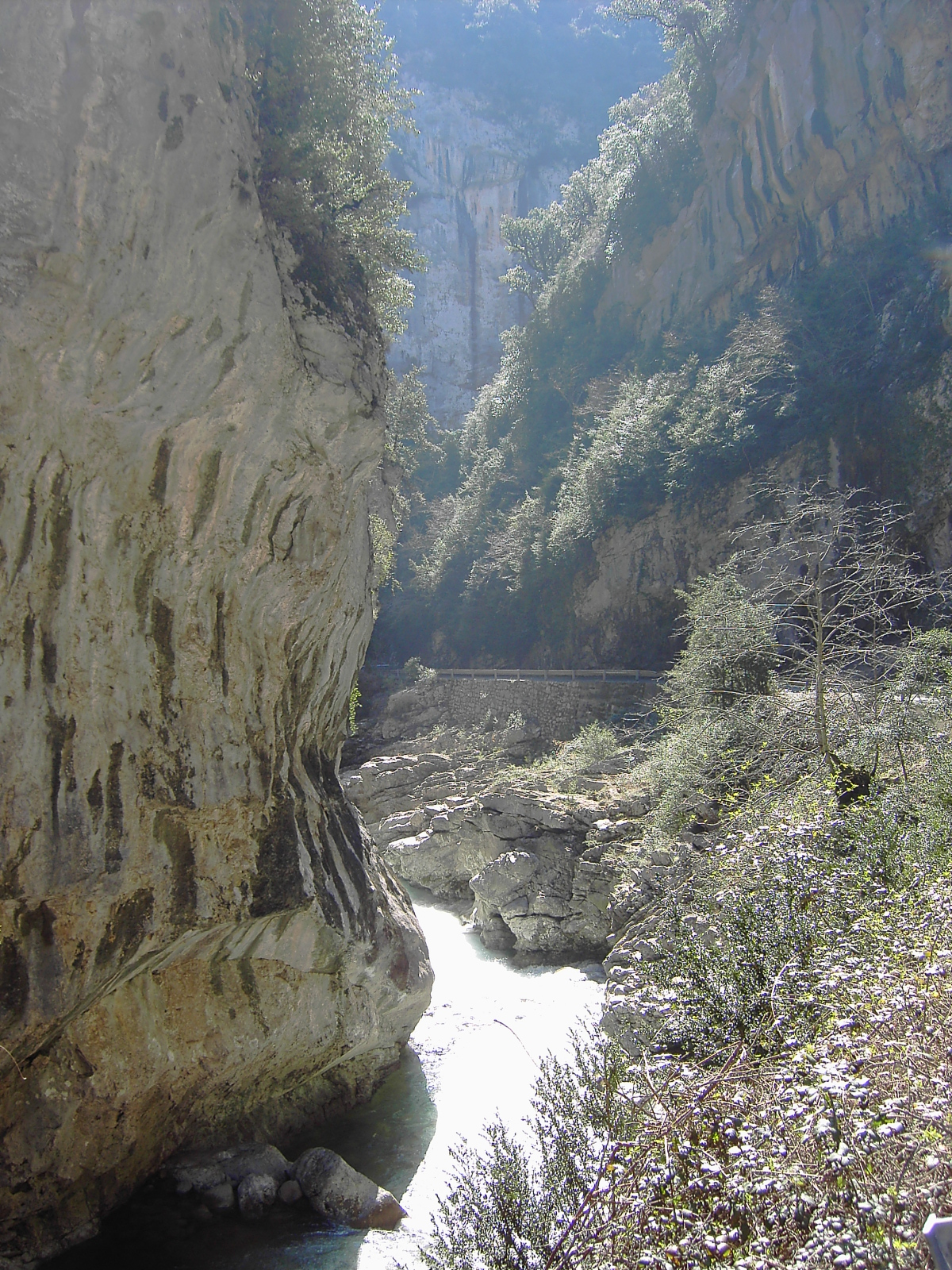
El estrecho de las cambras, que cierra el valle de Fanlo frente al exterior, no tuvo ninguna infraestructura vial hasta la década de 1940. Esta es una de las razones del aislamiento de estos valles.

Los derivados del locativo latino IBI adoptan en este dialecto las formas i (hi), ibi y be, no existiendo en él la forma ie que sí que se ha documentado en los valles orientales del Sobrarbe.
- - No se i pued ir = No pued ir-se-be (cast.: No se puede ir (al sitio)).

Este uso locativo es con diferencia el más frecuente. La forma antes referida, con en/ne se emplea solamente para especificar la procedencia de un movimiento. Otros ejemplos, donde Saroïhandy encontró la forma relicta "ibi" (la misma que en latín) pero que hoy no se conservan más que en el valle de Puértolas y de forma muy esporádica:
- Baixa-te-be (cast.: Bájate (del sitio)).
- Yo no ib'iré (cast.: Yo no iré (al sitio)).
- Mira si ibi'stán (cast.: Busca a ver si están (en el sitio)).
- -Bés-te-be (cast.: vete (al sitio))
-¡Bés-be tú! (cast.: ¡vé tú! (al sitio)).

Así pues, se observa que la forma be siempre va detrás del verbo, y equivale al oeste del Cinca a lo mismo que al este se dice con ie. Las formas ibi e i aparecen siempre delante del verbo, y una o la otra dependiendo de si dicho verbo empieza por vocal o no, y de si la palabra que las precede también tiene alguna vocal por terminación o no:
- Nomás n'ibi eba uno (cast.: Solo había uno)

- Saroïhandy también documentó ampliamente la aplicación de la partícula junto al verbo bier (ver), sin que en este caso hiciese aportación semántica alguna. Formas como No i beigo gota, ¿Que no i beis que no? y otras, tan aragonesas, que eran habituales en 1900, hoy han desaparecido del todo y se construyen sin locativo. El mismo fenómeno de abandono que dice Brian Mott que también está ocurriendo en el valle de Gistaín en los últimos años.

### Régimen preposicional
- Diferencia del castellano en algunos verbos, en el uso de sus complementos de régimen preposicional, de un modo que se hace más familiar al de otras romances circumpirenaicas, y especialmente al gascón.
  - Me pensabe de fer-me una borda nuaba. (cast: Pensaba en hacerme una borda nueva)
  - No ya de mal beber. (cast.: Sin equivalente gramaticalmente correcto en castellano)
  - M'ha tocato de portiar-las yo. (cast: Me ha tocado llevarlas yo)

## Particularidades fonéticas

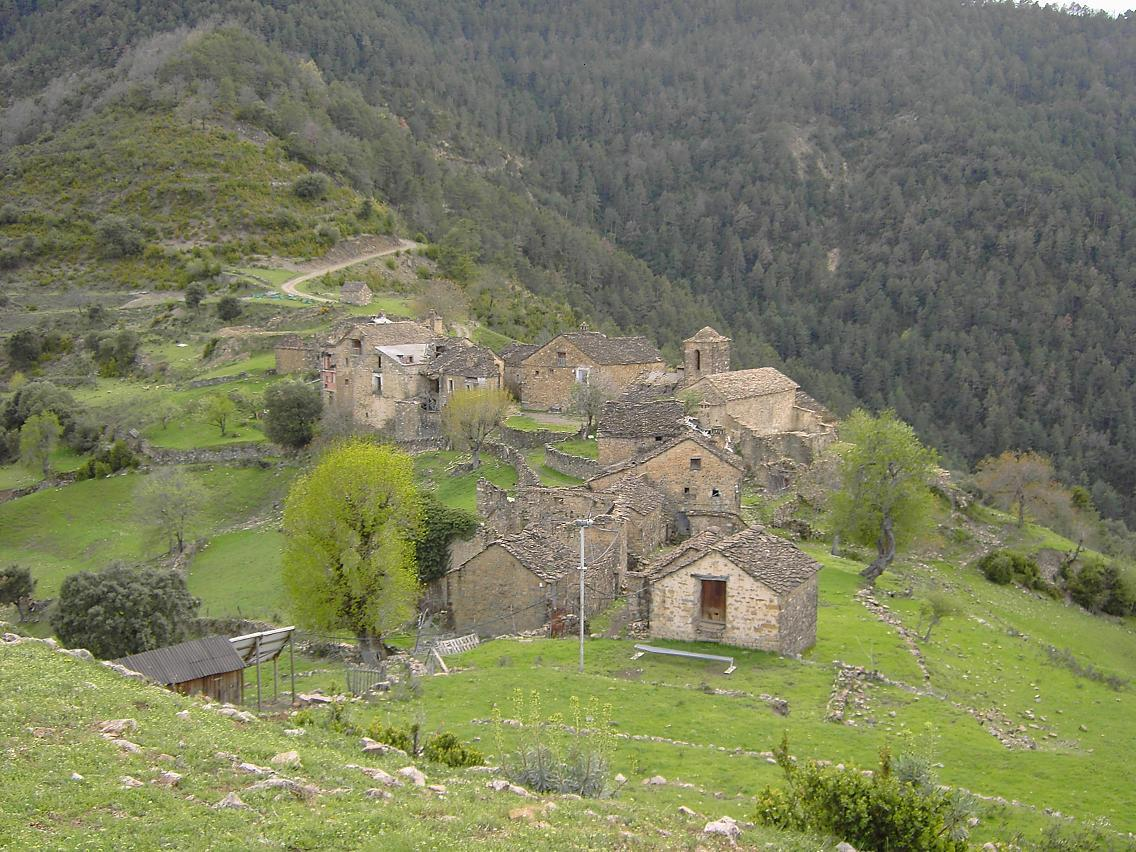
Morillo de Sampietro, despoblado del valle de Vió.

- Como es normal en aragonés, hay vocales iniciales etimológicas que se pierden al pronunciar, especialmente cuando la palabra va detrás de otra que tenga una vocal: No m'has quiesto ascuchar [nomaskjéstoskutʃár], Ya m'han dato estudio [jamandátostúdjo]. En estas condiciones, se suele reconocer como queda eclipsada por el sonido de la vocal anterior.

- Pronunciación de la -r al final de los infinitivos, como en aragonés bergotés, y a diferencia del habla de aragonés chistabino, Puértolas, La Fueva y la parte alta del Cinca.

- Vocalización predominante de la i delante de x en el grupo fonético ix, como es típico en los dialectos aragoneses de la cuenca del Cinca, pero es inaudito en el valle del Ara desde Broto hasta Boltaña: Deixar [d(e)iʃar], baixar [baiʃar] (dejar, bajar), etc.

- Deformación de los diptongos etimológicos aragoneses en -ue- e -ie, derivados de las vocales E y O abiertas del latín, a formas como -ua- e -ia (que en realidad no se vocalizan como una A del castellano, sino que constitiuyen sonidos vocálicos transicionales que los propios hablantes identifican como "E"). Esta tendencia parece que fue general desde el Viejo Aragón hasta la Ribagorza en la Edad Media, pero solo la documentó Jean-Joseph Saroïhandy, a principios del siglo XX, en los valles de Broto, Vió, La Solana y Puértolas. De todos ellos, solo los valles de Vió y Puértolas la conservan hoy en día, pues el habla de Broto la perdió, y La Solana quedó despoblada en los años 60. 
  - Fiasta [fiɶsta], gualla [ɣwáʎa], diant [diɶn], caliant [kaliɶn], guambra [(ɣ)wámbra], etc.
  - En contraposición al belsetano y chistabino fiesta [fiésta], güella [ɣwéʎa], dient [dién], calient [kalién] e güembra [(ɣ)wémbra].
  - Significados en castellano: fiesta, oveja, diente, caliente y sombra.

- Como hace el dialecto bergotés, y también hacen en Puértolas y el valle del Cinca, ambigüedad de las consonantes sordas intervocálicas (P-T-K) (y también post-consonánticas tras R, L o N) y sus homólogas sonoras (B-D-G):
  - Ardiga (artiga), ixordiga (ortiga), craba (cabra), etc. pero napo (nabo), sapudo (sabio) y otras.
  - Aldo (ocasional y siempre como adjetivo, pero nunca como adverbio -en aragonés alto como adverbio significa "arriba" o "encima"-, tampoco alta o sus plurales), fraixengo (verraco joven), presiago (melocotón), barrango (arroyo de montaña) o una que es muy particular en uso de este valle: cambo (campo).

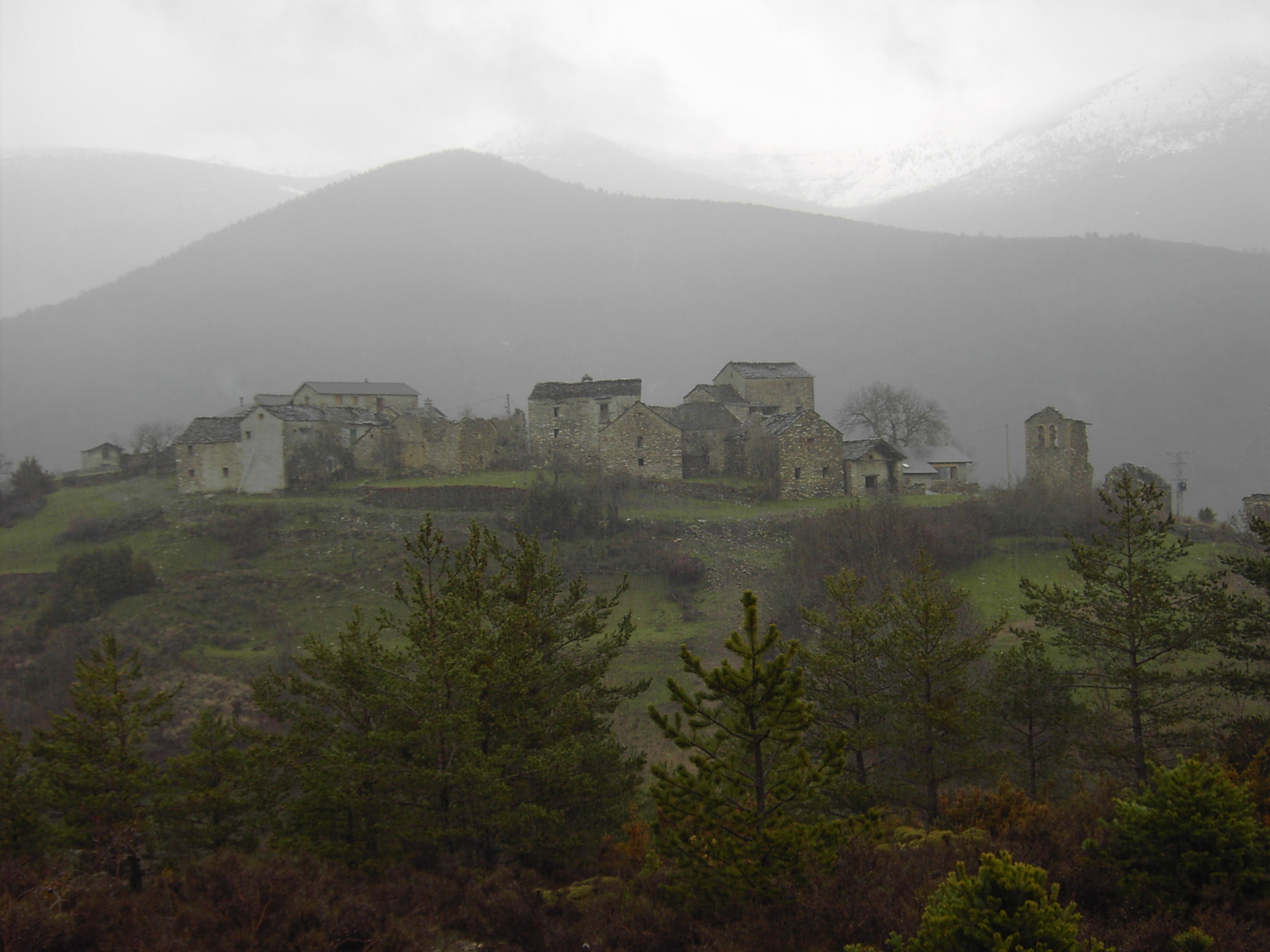
Buisán, aislado y casi despoblado en el valle de Fanlo, es un buen ejemplo de por qué está tan comprometido el futuro de la lengua aragonesa.

Aunque también hay algunas que se han adquirido por la presencia del castellano en la zona: toda y todas, para las palabras que alrededor de 1900 eran tota y totas.
- No obstante, pesea que existe esa tendencia, Saroïhandy documentó el uso de los participios masculinos clásicos del aragonés en buen estado de conservación, con las terminaciones en -ato, -atos.

- Un rasgo muy característico de Vió y Puértolas es la pérdida (o no pronunciación) de la N en la terminación de las palabras que la llevan en el singular, una vez forman el plural:
  - Ganar-se us bués diners (cast.: Ganar una buena cantidad de dinero)
  - Clavar us bués cuairós (cast.: Colocar unos buenos travesaños)

Este carácter solo lo describen Tomás y Usón en el soaso de Linás de Broto, de todo lo que antes hubo sido el área patrimonial del dialecto bergotés. Es revelador que el fenómeno solo ocurra de la misma manera en los dialectos pirenaicos del gascón.
- Como en las hablas de los valles de Puértolas y Tella, declinación de algunas vocales que al pronunciarse se vuelven ambiguas, como la O en posición final de determinados plurales masculinos cuando se encuentra en posición post-tónica: Os gatos [osɣátøs], maderos [madéɾøs], altros [álɖrøs, áutrøs], etz. Esos sonidos vocálicos, que no son compartidos por el castellano, provocan que haya ocasiones en que resulten confusos a las personas castellanohablantes, que con frecuencia lo han representado con una E.

- Numerales como cuatre [kwáɖre, kwátre] que fueron habituales en los tiempos de Saroïhandy, aunque hoy en día ha desaparecido del todo, dándose ocasiones para escucharlo solo en los valles de Bielsa. La forma actual es cuatro [kwátro], como en castellano, al contrario que la preposición dentro, especialmente cuando se ve precedida por á: á dentro /aintro/ [áintrø, áentrø], conservada en Puértolas e Tella.

- Ambigüedad de la fonética vocálica de palabras que contienen el diptongo -ue- pero no producen nunca -uɶ-: Luego [luɒɣo], fuego [fuɔɣo] (pero también [fuɒɣo]), ixarruego [iʃaruɒɣo] (heléboro), etc. Otra palabra que se distancia en su pronunciación de la representación gráfica es agora (ahora) [aúrɶ], que incluso llega apronunciarse [ɒra] al decirse rápido.

- Reducción de la O a algo parecido a la fonética de una U, cuando se encuentra en posición átona y en posición adyacente a la sílaba tónica, especialmente cuando la vocal tónica de dicha sílaba es una A: Cabo Alto [kábuáldo]. Con frecuencia también ocurre con las Os de final de palabra, en masculinos singulares, que presentan esa particularidad en el habla oral: carrazo [karáθo].